# 森昂大
森 昂大（もり こうだい、1999年4月27日 - ）は、長野県松本市出身のプロサッカー選手。アルビレックス新潟所属。ポジションはディフェンダー。

## 略歴
創造学園高校では2年次に全国高等学校サッカー選手権大会に出場した。卒業後はびわこ成蹊スポーツ大学に進学した。
2021年5月24日、2022年シーズンからの徳島ヴォルティス加入内定が発表された。また9月9日には特別指定選手に承認された。
2022年4月13日、YBCルヴァンカップ・グループステージ第4節の清水エスパルス戦でプロデビューを飾った。
2024年シーズンは、38試合フル出場を果たす。主に3バックの中央でプレー、ビルドアップに自信を持ち、状況に応じたポジショニングの強みを発揮した。
2024年12月26日、アルビレックス新潟への完全移籍が発表された。

## 所属クラブ
- 鎌田SSS
- AMBICIONE松本
- 創造学園高校
- びわこ成蹊スポーツ大学
  - 2021年9月 - 同年12月  徳島ヴォルティス（特別指定選手）
- 2022年 - 2024年  徳島ヴォルティス
- 2025年 -  アルビレックス新潟

## 個人成績
| 国内大会個人成績 | 国内大会個人成績 | 国内大会個人成績 | 国内大会個人成績 | 国内大会個人成績 | 国内大会個人成績 | 国内大会個人成績 | 国内大会個人成績 | 国内大会個人成績 | 国内大会個人成績 | 国内大会個人成績 | 国内大会個人成績 |
| 年度             | クラブ           | 背番号           | リーグ           | リーグ戦         | リーグ戦         | リーグ杯         | リーグ杯         | オープン杯       | オープン杯       | 期間通算         | 期間通算         |
| 年度             | クラブ           | 背番号           | リーグ           | 出場             | 得点             | 出場             | 得点             | 出場             | 得点             | 出場             | 得点             |
| 日本             | 日本             | 日本             | 日本             | リーグ戦         | リーグ戦         | リーグ杯         | リーグ杯         | 天皇杯           | 天皇杯           | 期間通算         | 期間通算         |
| ---------------- | ---------------- | ---------------- | ---------------- | ---------------- | ---------------- | ---------------- | ---------------- | ---------------- | ---------------- | ---------------- | ---------------- |
| 2021             | びわこ成蹊大     | 5                | 他               | -                | -                | -                | -                | 1                | 0                | 1                | 0                |
| 2022             | 徳島             | 26               | J2               | 0                | 0                | 1                | 0                | 1                | 0                | 2                | 0                |
| 2023             | 徳島             | 26               | J2               | 32               | 0                | -                | -                | 0                | 0                | 32               | 0                |
| 2024             | 徳島             | 5                | J2               | 38               | 1                | 0                | 0                | 0                | 0                | 38               | 1                |
| 2025             | 新潟             | 38               | J1               |                  |                  |                  |                  |                  |                  |                  |                  |
| 通算             | 日本             | 日本             | J1               |                  |                  |                  |                  |                  |                  |                  |                  |
| 通算             | 日本             | 日本             | J2               | 70               | 1                | 1                | 0                | 1                | 0                | 72               | 1                |
| 通算             | 日本             | 日本             | 他               | -                | -                | -                | -                | 1                | 0                | 1                | 0                |
| 総通算           | 総通算           | 総通算           | 総通算           | 70               | 1                | 1                | 0                | 2                | 0                | 73               | 1                |

- 2021年は特別指定選手（背番号35、出場無し）。

- プロ公式戦初出場 - 2022年4月13日 YBCルヴァンカップ グループステージ第4節 清水エスパルス戦（鳴門大塚）
- Jリーグ初出場 - 2023年4月2日 J2第7節 ロアッソ熊本戦 (えがお健康スタジアム)
- Jリーグ初得点 - 2024年5月26日 J2第17節 いわきFC戦 (ハワイアンズスタジアムいわき)

## タイトル

### 個人
- 関西学生サッカーリーグ1部・優秀選手（2021年）[7]